# Noel Barrionuevo
Noel Barrionuevo (Martínez, 16 mei 1984) is een Argentijns hockeyster die uitkomt in de verdediging. Ze nam tweemaal deel aan de Olympische Zomerspelen en behaalde hierbij één bronzen en één zilveren medaille.
Barrionuevo debuteerde in 2006 in de Argentijnse hockeyploeg. Op de Olympische Spelen in 2008 won ze met Argentinië de bronzen medaille. Na verlies tegen Nederland in de halve finale won Argentinië de wedstrijd om het brons van Duitsland. In 2012, op de Olympische Spelen in Londen, was opnieuw Nederland te sterk in de strijd om de olympische titel. Ditmaal slaagde Argentinië er wel in om de finale te bereiken, maar die werd met 2-0 verloren van Nederland.
Ze won de wereldtitel met de Argentijnse nationale ploeg in 2010 in Rosario. Daarnaast won ze zes keer de Champions Trophy, in 2008, 2009, 2010, 2012, 2014 en 2016.

## Erelijst
- 2007 –  Champions Trophy te Quilmes (Arg)
- 2007 –  Pan-Amerikaanse Spelen te Rio de Janeiro (Bra)
- 2008 –  Champions Trophy te Mönchengladbach (Dui)
- 2008 –  Olympische Spelen te Peking (Chn)
- 2009 –  Champions Trophy te Sydney (Aus)
- 2010 –  Champions Trophy te Nottingham (Eng)
- 2010 –  WK hockey te Rosario (Arg)
- 2011 –  Champions Trophy te Amstelveen (Ned)
- 2011 –  Pan-Amerikaanse Spelen te Guadalajara (Mex)
- 2012 –  Champions Trophy te Rosario (Arg)
- 2012 –  Olympische Spelen te Londen (Eng)
- 2014 –  WK hockey te Den Haag (Ned)
- 2014 –  Champions Trophy te Mendoza (Arg)
- 2015 –  Pan-Amerikaanse Spelen te Toronto (Can)
- 2015 –  Hockey World League te Rosario (Arg)
- 2016 –  Champions Trophy te Londen (Eng)
- 2019 –  Pan-Amerikaanse Spelen te Lima (Per)
- 2021 –  Olympische Spelen te Tokio (Jap)